# Схід (польський журнал)
Схід (пол. Wschód) — польський часопис, що виходив у Другій Речі Посполитій.

## Історія
Вперше журнал вийшов 30 січня 1936 року (пробний номер). Журнал виходив у Львові, а його масштаби охоплювали міста Львів, Станіславів, Тернопіль, а тому журнал охоплював Львівське воєводство, Тернопільське воєводство, Станіславівське воєводство. Протягом усієї історії часопис мав підзаголовок «Життя міст і сіл південно-східних воєводств». На початку існування журналу редакція розташовувалася на площі Академічній, 4 (після 1991 року — площа Грушевського), а наприкінці видання — на вулиці Юзефа Пілсудського, 21 (після 1991 року — вулиця Івана Франка). Газета друкувалася у друкарні «Новий Львів» на вул. Академічній, 16.
Від початку журнал «Схід» виходив 10, 20 і 30 числа кожного місяця (десятиденка). У цій якості виходив до 10 вересня 1938 року, а з 18 вересня 1938 року став тижневиком і виходив щонеділі. На четвертому році видання останній номер газети перед початком Другої світової війни вийшов 27 серпня 1939 року. Головним редактором від початку до кінця журналу був Станіслав Захаріясевич. Ціна журналу протягом усієї його історії становила 20 грошей.